# It Happened in Harlem

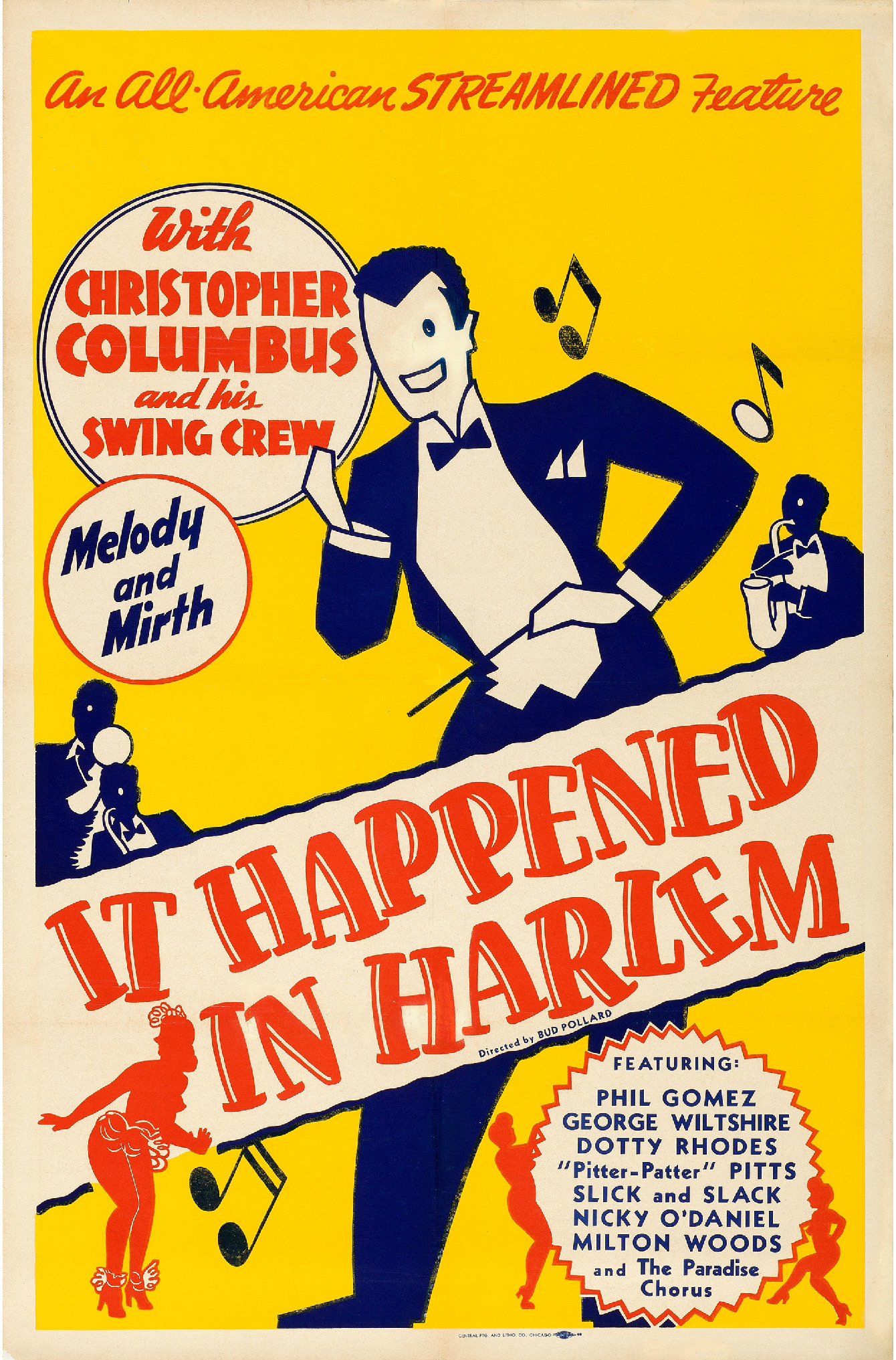
Affiche du film

It Happened in Harlem est un film musical américain réalisé par Bud Pollard et sorti en 1945. Destiné à un public afro-américain, il a été partiellement tourné dans le club de jazz Small's Paradise à Harlem,.

## Fiche technique
- Réalisation : Bud Pollard
- Production : All-American News
- Durée : 25 minutes[3]
- Date de sortie :
  - États-Unis : 1945

## Distribution

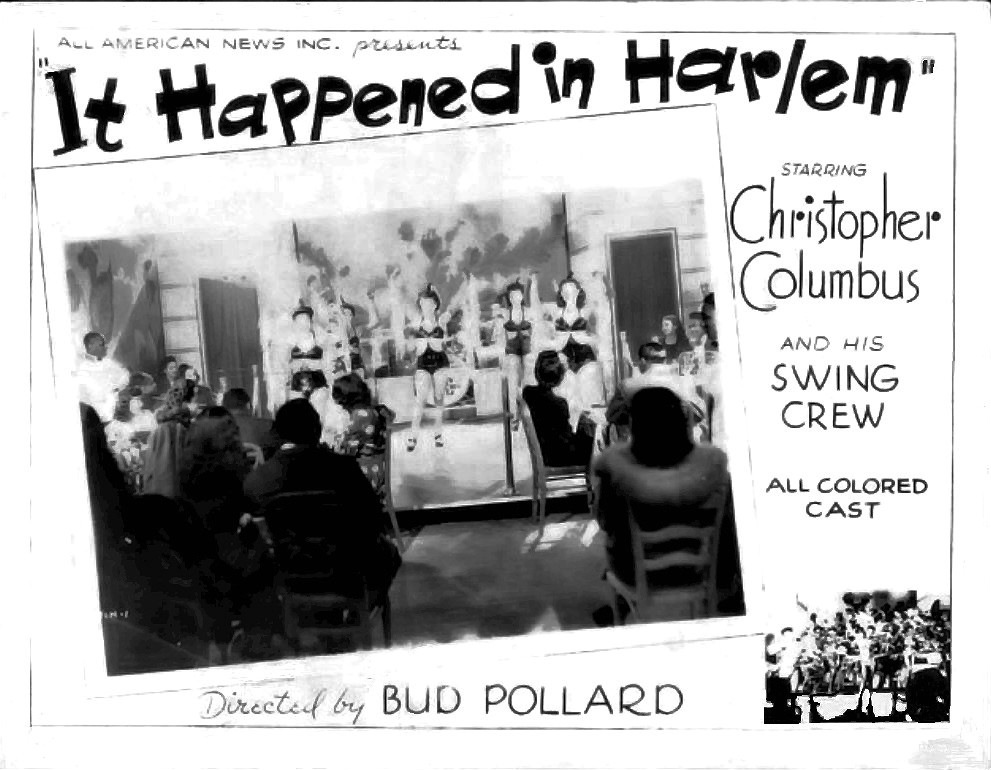
Carte promotionnelle du film.

- Christopher Columbus (en)
- Phil Gomez (en) : Frankie
- Nicky O'Daniel (en) : Little Miss Brown
- Juanita Pitts (en) : "Pitter-Patter" Pitts[4].
- Dotty Rhodes
- Slick and Slack
- Milton Woods (en) : Billy Bond
- George Wiltshire (en) : Ed Smalls du Small's Paradise
- The Paradise Chorus

## Censure
Une scène compète de danse des bobines no 1 et 2 a été coupée par la censure de l'époque qui la jugeait « trop vulgaire ».